# 180
| Calendário gregoriano                                                        | 180 CLXXX                       |
| Ab urbe condita                                                              | 933                             |
| Calendário arménio                                                           | -372 – -371                     |
| Calendário bahá'í                                                            | -1664 – -1663                   |
| Calendário budista                                                           | 724                             |
| Calendário chinês                                                            | 2876 – 2877                     |
| Calendário copta                                                             | -104 – -103                     |
| Calendário etíope                                                            | 172 – 173                       |
| Calendários hindus - Vikram Samvat - Calendário nacional indiano - Cáli Iuga | 235 – 236 101 – 102 3280 – 3281 |
| Calendário Holoceno                                                          | 10180                           |
| Calendário islâmico                                                          | 456 BH – 455 BH                 |
| Calendário judaico                                                           | 3940 – 3941                     |
| Calendário persa                                                             | 442 BP – 441 BP                 |
| Calendário rúnico                                                            | 430                             |
| Calendário solar tailandês                                                   | 723                             |

180 (CLXXX na numeração romana) foi um ano bissexto do século II do Calendário Juliano, da Era de Cristo, as suas letras dominicais foram C e B (52 semanas), com início numa sexta-feira e fim num sábado.
| Ano completo                          |
| ------------------------------------- |
| Ano bissexto com início à sexta-feira |

## Acontecimentos

### Ocidente
- Cómodo sucede a seu pai, Marco Aurélio, como Imperador Romano.
- No seu Methodus Medendo o médico grego Galeno descreve a relação entre a paralisia e rupturas na medula espinhal.

### Áfricae outras regiões
- 17 de Julho - Doze habitantes de Sílio, na Numídia (Norte de África), são executados por serem cristãos. É a primeira vez que há relatos sobre cristãos nessa região.

## Mortes
- 17 de março - Marco Aurélio, Imperador Romano.
- 17 de julho - Os mártires silitas, em Cartago, como está referido em "Acontecimentos".
- Aulo Gélio, autor latino e gramático (data aproximada)
- Gaio, jurista romano (data aproximada)
- Luciano (data aproximada)
- Maximilla, heresiarca montanista
- São Sinforiano (martirizado em Autun)